# Галльштатт
Галльштатт (нім. Hallstatt) — давнє поселення у Верхній Австрії, центр соляного й рудного промислу I тисячоліття до н. е.
Нині — комуна (нім. Gemeinde) в Австрії, у федеральній землі Верхня Австрія.
Входить до складу округу Гмунден. Населення 923 особи (на 31 грудня 2005 р.). Займає площу 60 км². Офіційний код — 40709.
Центр галльштаттської культури, пам'ятка ЮНЕСКО. Галльштатт розташований у важкодоступній альпійській місцевості на Галльштаттському озері.

## Копія
16 червня 2011 року стало відомо, що у Китаї планують побудувати точну копію Галльштатту, що викликало обурення у місцевих мешканців. 5 червня 2012 року повномасштабну копію було відкрито в міському окрузі Хуейчжоу, провінція Ґуандун. Див. Галльштатт (Китай).